# Universidad Mayor, Real y Pontificia de San Francisco Xavier
Die Universidad Mayor, Real y Pontificia de San Francisco Xavier de Chuquisaca (USFX) ist eine öffentliche Universität in Sucre, Bolivien. Sie ist eine der ältesten Universitäten der Neuen Welt und nach der peruanischen Nationalen Universität San Marcos die zweitälteste Universität Amerikas. In vielen historischen Texten wird sie auch als Universität von Charcas (spanisch: Universidad de Charcas) bezeichnet.

## Geschichte
Die 1624 im Auftrag des spanischen Königs Philipp IV. und mit Unterstützung von Papst Innozenz XII. gegründete Universität sollte den Familien und Nachkommen des wohlhabenden südamerikanischen Adels eine Ausbildung in Jura und Theologie ermöglichen. Benannt ist die Universität nach dem Mitbegründer der Jesuiten Franz Xaver.
Zu Beginn des 19. Jahrhunderts wurden Chuquisaca und seine Universität zu einem Zentrum des revolutionären Eifers in Bolivien. Die Universität bildete die intellektuelle Grundlage für die kultivierte frankophile Elite, deren Ideale zum bolivianischen Unabhängigkeitskrieg und schließlich zur Unabhängigkeit aller spanischen Kolonien führten. Nach der Ausrufung der Republik durch Simón Bolívar wurde die Universität zur wichtigsten Universität des neuen Landes.
Bis in die ersten Jahrzehnte des 20. Jahrhunderts blieb ihre juristische Fakultät in ganz Südamerika berühmt.